# Blood and Sand (Cocktail)

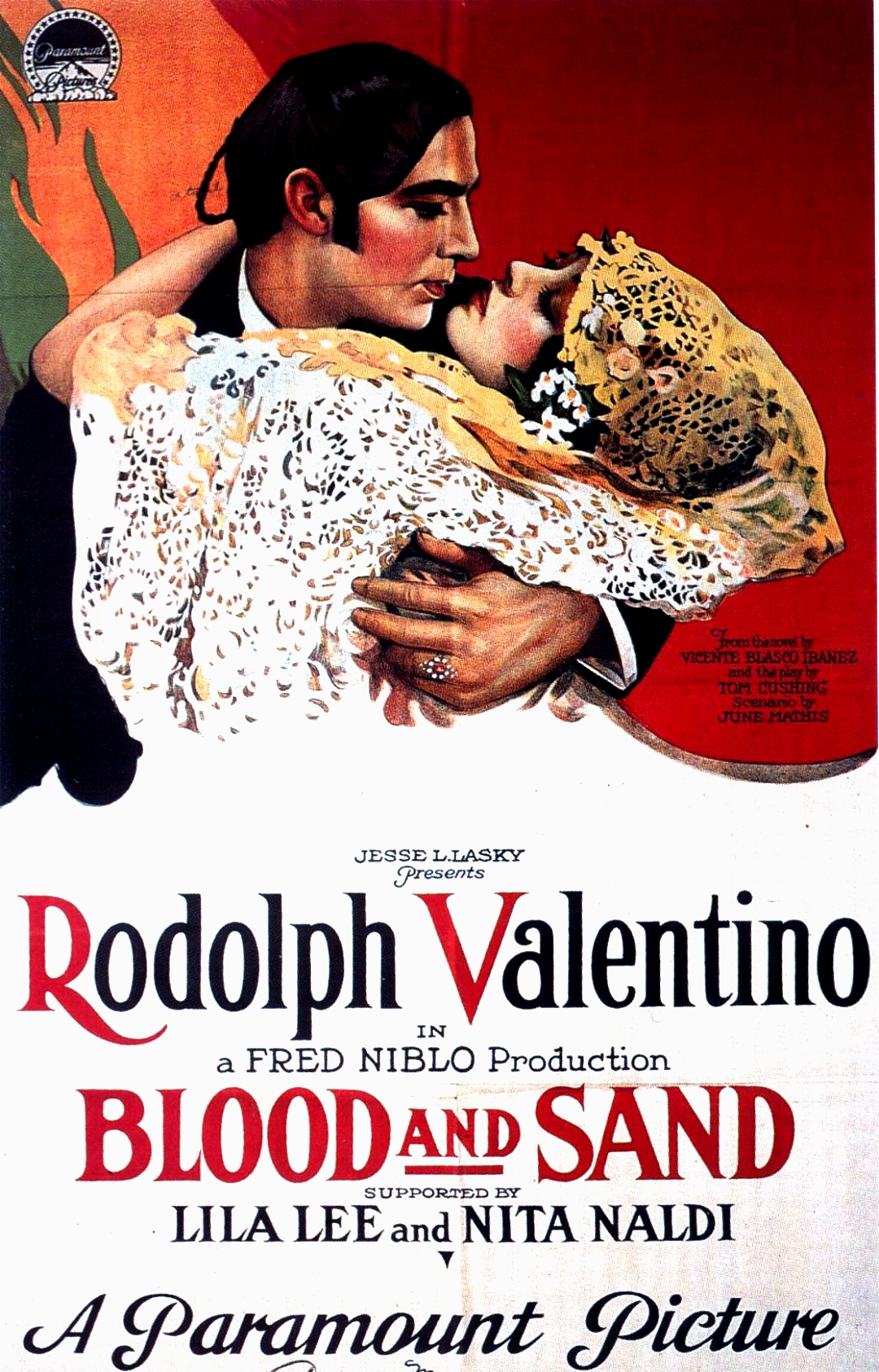
Werbeplakat für den Film Blood and Sand mit Rudolph Valentino (1922)

Blood and Sand (engl. für „Blut und Sand“) ist ein aromatisch-fruchtiger Cocktail der 1930er Jahre. Der Shortdrink gehört – neben Rusty Nail und den Manhattan-Varianten Rob Roy und Bobby Burns – zu den ganz wenigen bekannten Mixgetränken, die mit Scotch Whisky zubereitet werden. Darüber hinaus enthält er roten italienischen Wermut, Cherry Brandy (einen Kirschlikör) und Orangensaft.

## Geschichte
Wann genau der Cocktail entstand, ist nicht überliefert, als gesichert gilt aber, dass der Name sich auf den gleichnamigen Stummfilm von 1922 bezieht. In dieser populären, zweiten Verfilmung des 1908 erschienenen Romans von Vicente Blasco Ibáñez (span. Originaltitel: Sangre y arena) spielt Rudolph Valentino den Helden, einen Torero. Der Stoff wurde 1941 erneut verfilmt (deutscher Titel: König der Toreros), mit Tyrone Power und Rita Hayworth in den Hauptrollen. Der Kolumnist und Autor Robert Ruark fasste Filme dieses Genres einmal so zusammen:

„Poor boy makes good as matador, gets spoiled by success, drinks too much and/or takes up with ruinous women, loses his courage, and catches himself on a horn.“

„Armer Junge wird Matador; vom Erfolg verwöhnt, trinkt er zu viel und/oder lässt sich mit ruinösen Frauen ein, verliert seinen Mut, und wird aufgespießt.“

Die Farben von Blut und dem Sand der Stierkampfarena spiegeln sich mit Kirschlikör, rotem italienischen Wermut, Orangensaft und Whisky im Cocktail wider, gemixt ist der Drink orange-braun. Die erste Rezeptur für einen Blood and Sand Cocktail erschien 1930 in Harry Craddocks legendärem Savoy Cocktail Book und verlangte gleiche Teile der vier Zutaten; auch im 1934 veröffentlichten Buch Boothby’s World Drinks and How to Mix Them ist das Rezept enthalten. Der Drink geriet in den folgenden Jahrzehnten jedoch in Vergessenheit und wird erst in jüngster Zeit wieder in Barbüchern aufgeführt. 2004 veröffentlichte Ted Haigh den Blood and Sand in einem Buch über in Vergessenheit geratene Cocktails. Zuvor hatte bereits der Barkeeper Dale DeGroff den Drink in sein Standardwerk The Craft of the Cocktail aufgenommen und kommentiert:

„At first glance, this unusual cocktail seemed a godawful mix. But over time, I noted that the recipe appeared in some serious cocktail books, so I finally tried it. The taste convinced me never to judge a drink again without tasting it.“

„Auf den ersten Blick schien dieser ungewöhnliche Cocktail eine scheußliche Mischung zu sein. Aber mit der Zeit bemerkte ich, dass das Rezept in einigen seriösen Cocktailbüchern auftauchte, und probierte es schließlich. Der Geschmack überzeugte mich, nie wieder über einen Drink zu urteilen, ohne ihn probiert zu haben.“

## Zubereitung

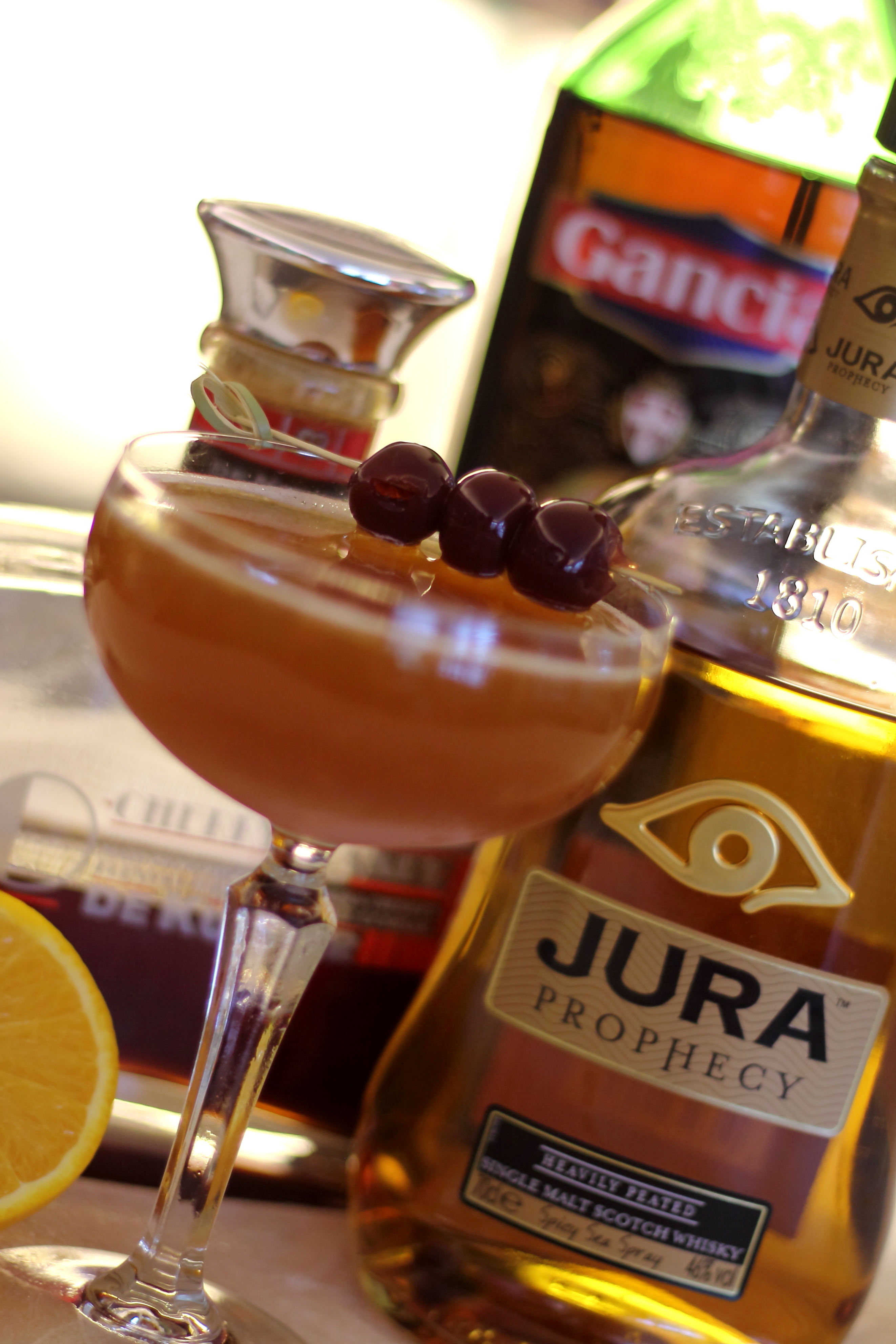
Der Blood and Sand Cocktail

Traditionell werden, wie in Craddocks Rezept von 1930, gleiche Teile – z. B. je 2 cl – Scotch Whisky, Cherry Brandy (Kirschlikör), roter, süßer italienischer Wermut (Vermouth rosso) und frisch gepresster Orangensaft im Cocktail-Shaker mit Eiswürfeln geschüttelt und in eine vorgekühlte Cocktailschale (Coupette) abgeseiht. Wie bei Shortdrinks üblich wird „straight up“, also ohne Eis und oft auch ohne Dekoration serviert.  DeGroff erhöhte den Orangensaftanteil leicht und dekorierte mit einem Orangentwist, dessen ätherische Öle er über einer Flamme auf den Cocktail sprühte.
Neuere Rezepte enthalten oft etwas kleinere Anteile von Cherry Brandy und Wermut. Ted Haigh empfiehlt, ¼ bis ⅓ weniger zu verwenden als bei Whisky und Orangensaft; das Mixbuch Cocktailian schlägt dementsprechend je 3 cl Scotch Whisky und Orangensaft und je 2 cl Cherry Brandy und Wermut vor und empfiehlt als Dekoration eine Cocktailkirsche. Jim Meehan, Betreiber der New Yorker PDT Bar, mixt mit umgerechnet 4,5 cl (1,5 oz.) Blended Scotch Whisky, 2,25 cl Orangensaft und je 1,5 cl Kirschlikör (Cherry Heering) und Wermut (Carpano Antica Formula) – ohne Dekoration.
Meist wird, wie von Meehan, ein milder Blended Scotch empfohlen, der Drink kann jedoch auch mit kräftigen, rauchig-torfigen Single-Malt-Whiskys gemixt werden. Statt gewöhnlichem Orangensaft ist roter Blutorangensaft möglich. Cherry Brandy ist im Englischen mehrdeutig und kann sowohl einen Kirschlikör wie Cherry Heering als auch den (farblosen) Obstbrand (Kirschwasser) bezeichnen; es herrscht jedoch Einigkeit, dass sich letzterer für einen Blood and Sand nicht eignet.